# Fissidens littlei
Fissidens littlei är en bladmossart som beskrevs av Abel Joel Grout 1939. Fissidens littlei ingår i släktet fickmossor, och familjen Fissidentaceae. Inga underarter finns listade i Catalogue of Life.